# Кланєчно
46°08′ пн. ш. 15°41′ сх. д. / 46.14° пн. ш. 15.69° сх. д.
Кланєчно (хорв. Klanječno) — населений пункт у Хорватії, у Крапинсько-Загорській жупанії у складі громади Десинич.

## Населення
Населення за даними перепису 2011 року становило 42 осіб.
Динаміка чисельності населення поселення:

## Клімат
Середня річна температура становить 9,89 °C, середня максимальна – 23,97 °C, а середня мінімальна – -6,40 °C. Середня річна кількість опадів – 1060 мм.
| Клімат поселення                              | Клімат поселення | Клімат поселення | Клімат поселення | Клімат поселення | Клімат поселення | Клімат поселення | Клімат поселення | Клімат поселення | Клімат поселення | Клімат поселення | Клімат поселення | Клімат поселення | Клімат поселення |
| Показник                                      | Січ.             | Лют.             | Бер.             | Квіт.            | Трав.            | Черв.            | Лип.             | Серп.            | Вер.             | Жовт.            | Лист.            | Груд.            |                  |
| Середній максимум, °C                         | 5,63             | 7,63             | 11,74            | 16,12            | 20,88            | 23,97            | 23,73            | 23,16            | 19,27            | 14,08            | 8,48             | 4,21             |                  |
| Середня температура, °C                       | −0,39            | 1,62             | 5,72             | 10,08            | 14,86            | 17,94            | 19,70            | 19,13            | 15,24            | 10,06            | 4,47             | 0,20             |                  |
| Середній мінімум, °C                          | −6,4             | −4,39            | −0,3             | 4,08             | 8,85             | 11,92            | 15,68            | 15,11            | 11,22            | 6,04             | 0,44             | −3,83            |                  |
| Норма опадів, мм                              | 50               | 54               | 71               | 76               | 92               | 128              | 103              | 104              | 107              | 101              | 100              | 74               |                  |
| Середньомісячна швидкість вітру, м/с          | 1.60             | 1.80             | 2.18             | 2.10             | 2.00             | 1.80             | 1.76             | 1.60             | 1.50             | 1.60             | 1.70             | 1.63             |                  |
| Середньомісячна сонячна радіація, кДж/м²·день | 4066             | 6791             | 10405            | 14751            | 18739            | 20501            | 21281            | 18639            | 13669            | 8543             | 4484             | 3209             |                  |
| --------------------------------------------- | ---------------- | ---------------- | ---------------- | ---------------- | ---------------- | ---------------- | ---------------- | ---------------- | ---------------- | ---------------- | ---------------- | ---------------- | ---------------- |
| Джерело:                                      |                  |                  |                  |                  |                  |                  |                  |                  |                  |                  |                  |                  |                  |